# Truist球場
Truist球場是一座位於美國喬治亞州亞特蘭大都會區郊區坎伯蘭的棒球場，2017年成為MLB亞特蘭大勇士隊的主場，是為了取代雖然較靠近亞特蘭大市中心，但有交通及停車問題的透納球場所興建。
球場在2014年9月14日破土開工時，由當地企業太陽信托銀行取得25年的冠名權。2019年2月太陽信托銀行被BB&T收購成為旗下子公司，但當季球場名不變。隨著BB&T於2019年12月改名為Truist金融，球場方與Truist金融於2020年1月14日宣布球場將改名為。

## 備註
1. ↑  Severson, Kim. . The New York Times. 2013-11-17  [2013-11-17]. （原始内容存档于2016-04-15）.
2. ↑  Tucker, Tim. . The Atlanta Journal-Constitution. 2013-11-14  [2014-02-11]. （原始内容存档于2016-04-28）.
3. ↑  Bowman, Mark. . Major League Baseball Advanced Media. 2014-05-14  [2014-05-14]. （原始内容存档于2014-05-17）.
4. ↑  Tucker, Tim. . Atlanta Journal-Constitution. 2016-03-09  [2016-04-04]. （原始内容存档于2016-10-19）.
5. ↑  Tucker, Tim. . The Atlanta Journal-Constitution. 2014-01-28  [2014-02-11]. （原始内容存档于2016-08-25）.

## 外部連結
- Official website（页面存档备份，存于）
- Construction Camera（页面存档备份，存于）